# حفيظ الفطواكي
حفيظ فطواكي  فنان ومغن راي مغربي  من مواليد وجدة عام 1963 وتوفي في بلجيكا عام 2002 ، 

## حياته
في عام 1989 غادر حافظ فتواكي وعائلته وجدة وذهبوا للعيش في الدار البيضاء ، وهناك بدأ بغناء الراي.

## أعمال
- 1987 :أصدر ألبومات باللغة الإنجليزية  .
- 1993: أصدر ألبومه الناجح "ارواح الصحبي".
- 1996 :أطلق أغنية مالو حبيبي ".
- 2000 و 2001 و 2002 :استمر في الغناء الشعبي المغربي

## وفاة
- توفي حفيظ  في حادث سير بالمغرب ليلة اليوم الذي كان سيسافر فيه إلى بلجيكا عام 2002.

## وصلة خارجية
- حفيظ فطكاوي